# 绵毛房杜鹃
绵毛房杜鹃（学名：Rhododendron facetum），为杜鹃花科杜鹃花属下的一个植物种。